# Miss World 1952
A Miss World 1952 a 2. versenye volt az évenkénti megrendezésű Miss World nemzetközi szépségversenynek. Az előző évi versennyel ellentétben ez már valóban nemzetközi rendezvény volt, minden versenyző más országból érkezett, kivéve a rendező országot, ahonnan ketten versenyeztek. A győztes ismét a Svédország lett May Louise Flodin személyében. Ez volt az első alkalom a verseny történetében, hogy egy ország egymás utáni két évben nyerni tudott.

## Eredmény
| Helyezés        | Név                              |
| --------------- | -------------------------------- |
| Miss World 1952 | - Svédország - May Louise Flodin |
| 2. helyezett    | - Svájc - Sylvia Müller          |
| 3. helyezett    | - Németország - Vera Marks       |
| 4. helyezett    | - Finnország - Eeva Maria Hella  |
| 5. helyezett    | - USA - Tally Richards           |

## Versenyzők
A versenyben első és utolsó alkalommal vehetett részt olyan versenyző, aki korábbi évben már részt vett a rendezvényen.
| Ország                  | Versenyző neve      |
| ----------------------- | ------------------- |
| Dánia                   | Lillian Christensen |
| Franciaország           | Nicole Drouin       |
| Hollandia               | Sanny Weitner       |
| Svédország              | May Louise Flodin   |
| USA                     | Tally Richards      |
| Egyesült Királyság 1951 | Marlene Anne Dee    |
| Egyesült Királyság 1952 | Doreen Dawne        |
| Írország                | Eithne Dunne        |
| Svájc                   | Sylvia Müller       |
| Németország             | Vera Marks          |
| Finnország              | Eeva Maria Hellas   |

### Kizárás
- Belgium Anne-Marie Pauwels - nem volt hajlandó lemondani barátja társaságáról a verseny idejére

### Első részvétel
1952-ben az alábbi országok először vettek részt a versenyben:
- Svájc
- Németország
- Finnország
- Írország

### Más versenyeken
Néhány versenyző más nemzetközi versenyeken is részt vett.
- Miss Európa 1952
  -  Svájc Sylvia Müller
  -  Németország Vera Marks
  -  Finnország Eeva Maria Hellas
  -  Franciaország Nicole Drouin (2. helyezett)
  -  Írország Eithne Dunne
- Miss Európa 1953
  -  Egyesült Királyság Marlene Ann Dee (2. helyezett)
- Miss Európa 1954
  -  Hollandia Sanny Weitner
- Miss World 1951
  -  Egyesült Királyság Marlene Ann Dee
  -  Egyesült Királyság Doreen Dawne (3. helyezett)

## Külső hivatkozások
- Miss World hivatalos honlap
- GlobalBeauties.com
- Pageantopolis.com
- CriticalBeauty.com

- Miss World győztesek 1951-2013